# Caecognathia bicolor
Caecognathia bicolor är en kräftdjursart som först beskrevs av Hansen 1916.  Caecognathia bicolor ingår i släktet Caecognathia och familjen Gnathiidae. Inga underarter finns listade i Catalogue of Life.